# Olkkavaara
Olkkavaara är en kulle i Finland. Den ligger i Rovaniemi i landskapet Lappland, i den norra delen av landet, 700 km norr om huvudstaden Helsingfors. Toppen på Olkkavaara är 201 meter över havet.
Terrängen runt Olkkavaara är huvudsakligen platt. Runt Olkkavaara är det mycket glesbefolkat, med 2 invånare per kvadratkilometer. Olkkavaara ligger nära Rovaniemi flygplats. 